# Los Sauces (Chile)
Los Sauces es una comuna de la zona sur de Chile de la provincia de Malleco, al noroeste de la Región de la Araucanía, sobre la cuenca del río Rehue, a un costado de la Cordillera de Nahuelbuta. Se encuentra a 30 km de Angol y a 130 km de su capital regional, Temuco.
Integra junto a las comunas de Angol, Collipulli, Curacautín, Ercilla, Lonquimay, Lumaco, Purén, Renaico, Traiguén y Victoria (de la Provincia de Malleco); Galvarino, Lautaro, Melipeuco, Perquenco y Vilcún (de la provincia de Cautín); el Distrito Electoral N° 22 que elige a cuatro diputados. Así mismo, pertenece a la XI circunscripción senatorial que comprende a la región de La Araucanía que cuenta con cinco escaños en el Senado.

## Historia
Durante la época del establecimiento del Imperio español a través del Reino de Chile al norte de La Frontera, el actual territorio saucino se encontraba habitado por mapuches del grupo nagche, quienes a pesar de oponer una férrea resistencia y hostilidad por siglos contra los conquistadores españoles, luego de la independencia de Chile y una vez realizada la ocupación de la Araucanía, incorporando el territorio definitivamente a la república, Los Sauces formó parte del Departamento de Angol como una subdelegación, contando con el apoyo de los nagches como aliados del Estado chileno, quienes también apoyaron al bando patriota contra los realistas españoles durante el proceso independentista. La localidad de Los Sauces fue fundada el 28 de diciembre de 1874 con el nombre de Villa Colipí de Los Sauces, por el general en jefe del Ejército de la Frontera Basilio Urrutia Vásquez, bajo el gobierno del presidente Federico Errázuriz Zañartu, en honor al lonco patriarca del clan Colipí Juan Colipí, quien había donado las hectáreas de terreno para la construcción de un fuerte ubicado donde se encuentra actualmente las dependencias del Gimnasio Municipal. La comuna de Los Sauces fue establecida por decreto del 22 de diciembre de 1891.
A fines del siglo XIX y comienzos del siglo XX, la localidad recibió flujos de inmigrantes europeos, especialmente inmigrantes suizos, alemanes e italianos, provenientes de las colonias próximas a la comuna que se establecieron en la región histórica de la Araucanía, quienes se encargaron de las tareas de desarrollo urbano y de comenzar algunas actividades productivas en la comuna, como el establecimiento de molinos, liderados por José Bunster, para las considerables cosechas de trigo y otros cultivos de aquella época en la zona, así como también la cervecería de Johann Smitmans Winters, quien fuera el padre de Gerardo Smitmans Rothamel y abuelo de Juan Smitmans López.
En 1908 comenzó a construirse la Estación Los Sauces de ferrocarriles, que era utilizada como punto de conexión entre dos líneas de trenes, para ello contaba con dos subestaciones unidas entre sí; la primera era parte del ramal ferroviario que conectaba Renaico con Traiguén, pasando en su recorrido por el viaducto del Malleco. La segunda subestación conectaba el ramal que se iniciaba en Los Sauces y finalizaba en la ciudad puerto de Lebu.
Durante la primera mitad del siglo XX, constituyó un punto neurálgico en las transacciones comerciales que generaba el sector agrícola en la provincia de Malleco, la que fue conocida como "el granero de Chile". Su ubicación estratégica (entre Angol, Purén y Traiguén), hizo de Los Sauces una comuna muy importante.

### Actualidad

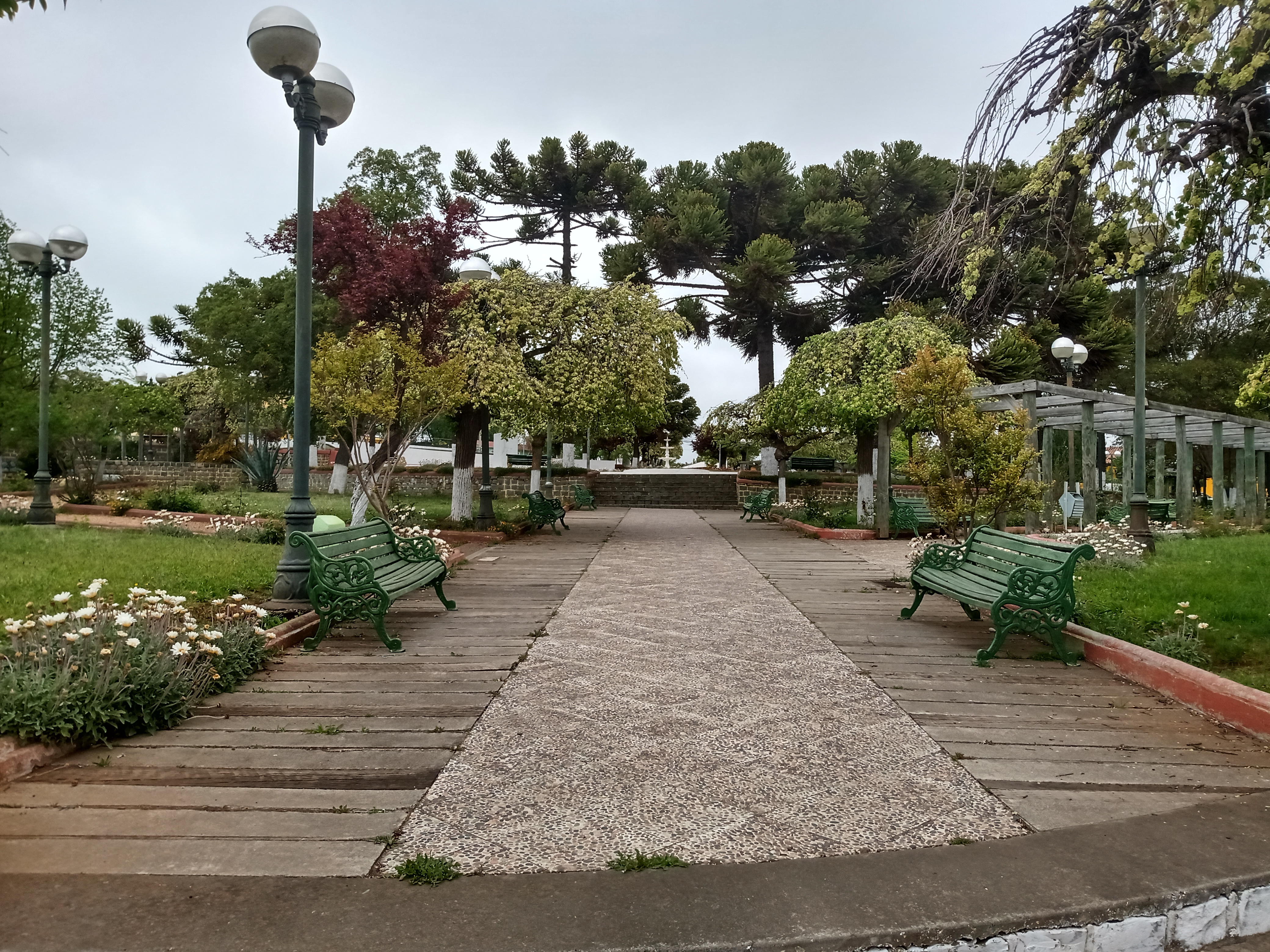
Plaza de Armas de Los Sauces desde la esquina norponiente

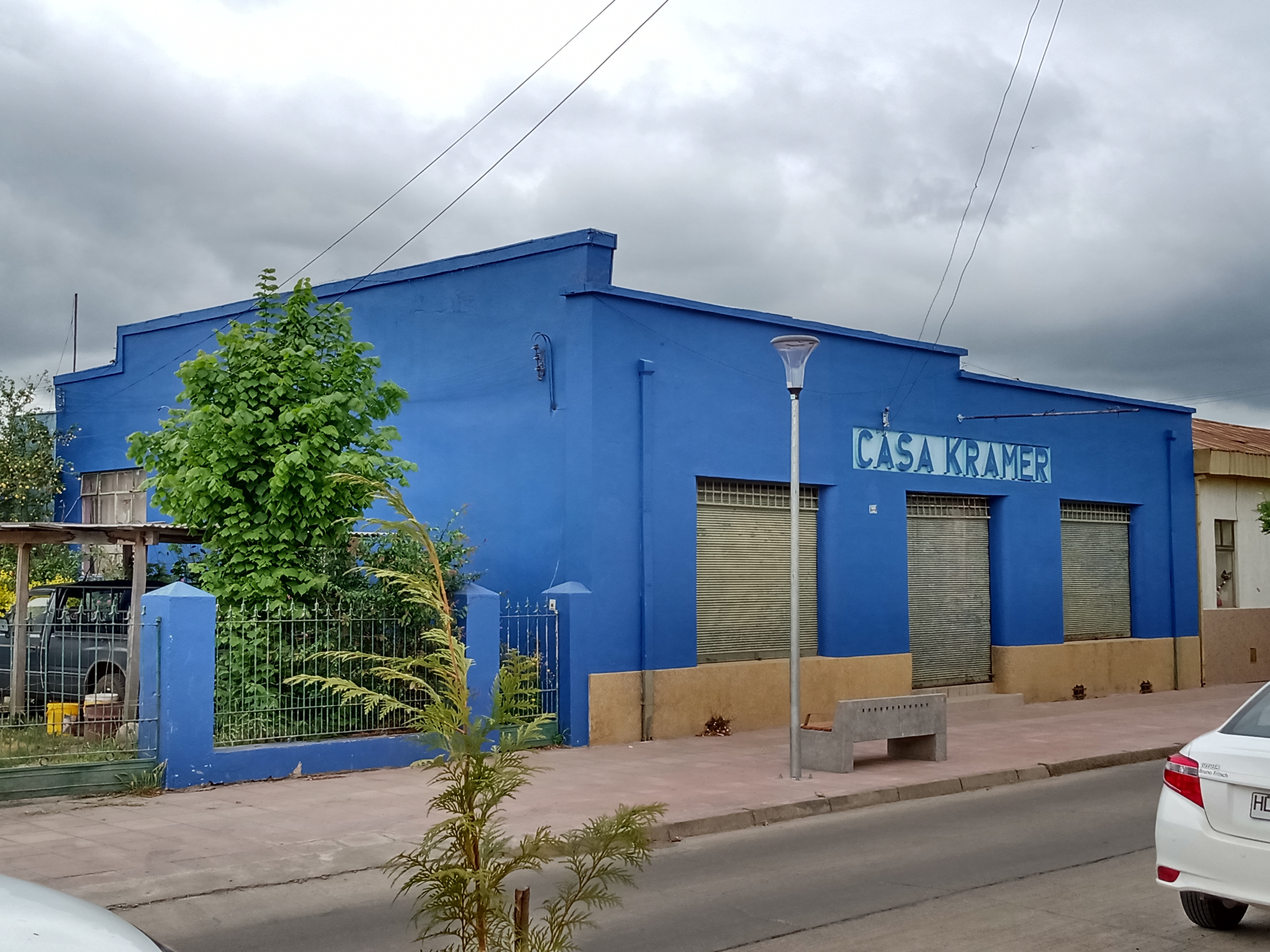
Casa Kramer, antiguo almacén y bazar del centro urbano comunal

De acuerdo al censo del año 2024, Los Sauces tiene una población de 7.348 habitantes, existe un aumento de 1,14 % de la cantidad de habitantes registrada en el censo anterior (7.265 en el 2017). 
Este fenómeno se debe, entre otras razones, a la carencia de fuentes laborales estables, además del cambio gradual de rubro que ha tenido la zona durante los últimos veinte años, transformándose en un sector principalmente forestal, situación que llevó a muchos campesinos a vender sus tierras (de uso agrícola) al sector forestal, emigrando así hacia otras zonas de producción agropecuaria y provocando también una migración campo-ciudad, principalmente hacia urbes cercanas como lo son Temuco, Los Ángeles y Angol, siendo también ciudad dormitorio de esta última.
Sin embargo, Los Sauces, pese a ser una pequeña comuna, consta de todos los servicios públicos básicos necesarios, y se caracteriza por tener el 100% de sus calles pavimentadas.
Con miras hacia el futuro, sus habitantes luchan día a día por hacer de Los Sauces una comuna próspera, segura y tranquila.
La comuna fue declarada por las autoridades locales como la capital nacional de la rosa mosqueta, debido a la alta presencia de este arbusto en la zona.

## Medio ambiente

### Geomorfología y componentes abióticos

Trazado simplificado de los ecosistemas y cuerpos de agua presentes en la comuna de Los Sauces.

La comuna de Los Sauces se encuentra emplazada en las unidades geomorfológicas de Llano central con morrenas y conos y Cordillera de la costa; y presenta según la clasificación climática de Köppen clima mediterráneo de lluvia invernal (Csb) y clima mediterráneo de lluvia invernal de altura (Csb (h)). Esta además se halla entre las cuencas hidrográficas de río Biobío y río Imperial. Además, la comuna posee diversos cuerpos de agua, entre los que se destacan el río Huequén, río Lumaco, río Purén, río Rehue y río Requen.

### Componentes bióticos
Dentro del territorio de la comuna se pueden hallar los siguientes ecosistemas:
- Bosque caducifolio mediterráneo donde predominan Nothofagus obliqua y Persea lingue (En peligro crítico)
- Bosque caducifolio mediterráneo interior donde predominan Nothofagus obliqua y Cryptocarya alba (En peligro crítico)
- Bosque caducifolio templado costero donde predominan Nothofagus alpina y Persea lingue (En peligro)
- Bosque mixto mediterráneo-templado costero donde predominan Nothofagus dombeyi y Nothofagus obliqua (En peligro crítico)
- Bosque resinoso templado costero donde predomina Araucaria araucana (Vulnerable)

### Medidas de protección ambiental y conflictos socioambientales
Hasta 2022, la comuna de Los Sauces cuenta con las siguientes zonas que poseen algún nivel de protección ambiental:
- Amortiguación Nahuelbuta (Sitios ERB)[16]
- Vegas de Purén (Sitios Ley 19.300)[17]

## Administración

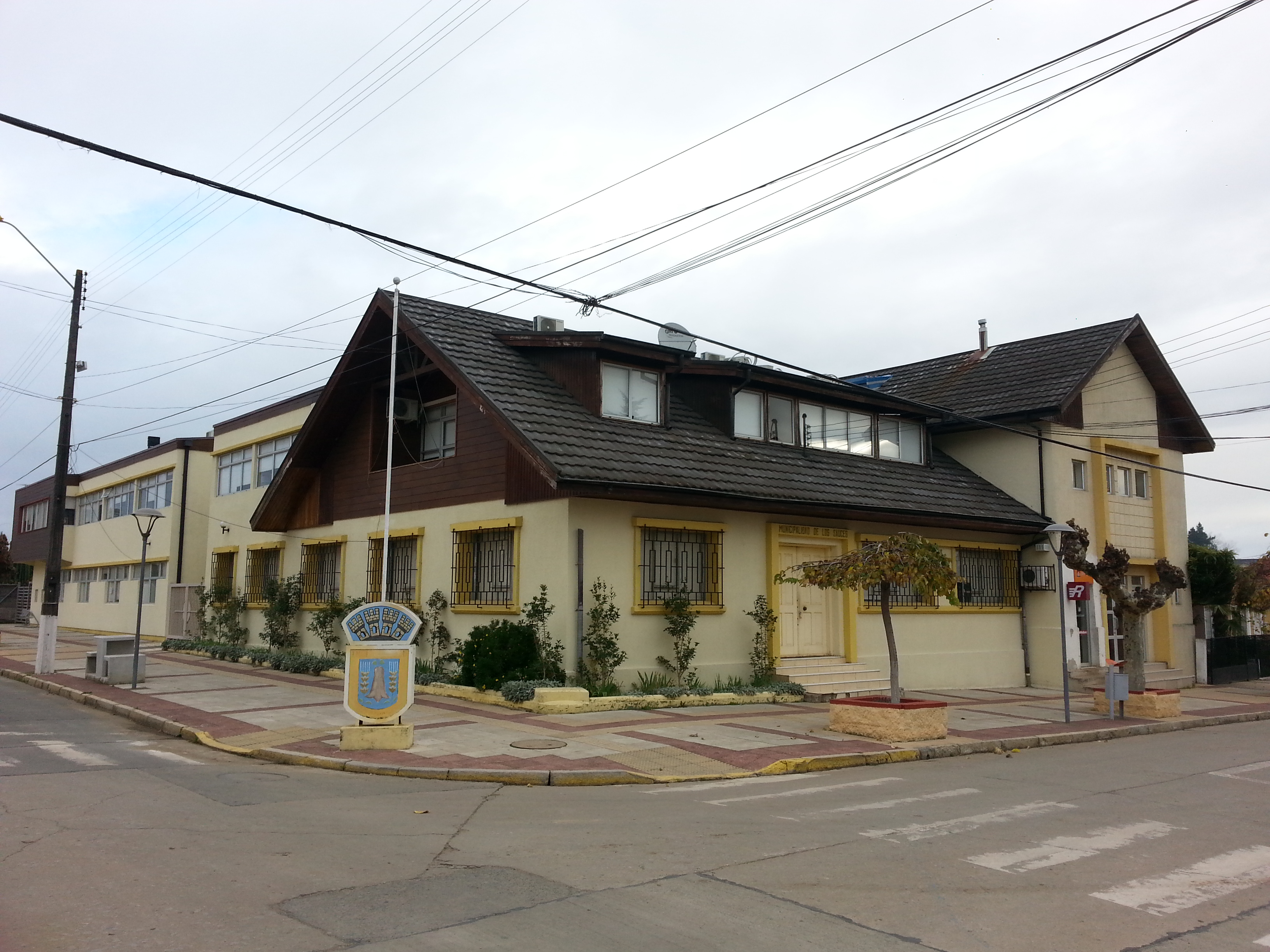
Casa consistorial de la I. Municipalidad de Los Sauces

### Municipalidad
La Municipalidad de Los Sauces para el periodo 2024-2028 es dirigida por su alcalde, Víctor Hugo González Rodríguez (IND), quien es la máxima autoridad comunal y por el Concejo Municipal, compuesto por seis concejales.
Jaime Badilla Escobar (RN) 
Constanza Castillo Henríquez  (IND) #
Juan Aguilera Conejeros  (PDG) 
Pamela Muñoz Ibacache (UDI) 
Gregorio Castillo Sanhueza (UDI) 
Carolina Iubini Muñoz (IND) 
#  Concejal que obtiene la primera mayoría de votos en las elecciones municipales, realizadas el 26 y 27 de octubre de 2024.

### Representación parlamentaria
Además, la comuna pertenece al distrito electoral N.º 22, el cual es representado en la Cámara de Diputados del Congreso Nacional por los parlamentarios Jorge Rathgeb Schifferli (RN), Juan Carlos Beltrán (RN), Gloria Naveillan (IND), Jorge Saffirio (DEM). 
A su vez, la comuna pertenece a la CircunscripciónXI (Araucanía), la cual es representada en el Senado por los legisladores Jaime Quintana Leal (PPD), Carmen Gloria Aravena Acuña (REP),  José García Ruminot (RN),  Francisco Huenchumilla Jaramillo (DC),  Felipe Kast Sommerhoff (EVO). 
Senadores De Chile

### Resultados Electorales

##### Elecciones municipales de 2004
| Candidato              | Pacto                          | Partido | Votos | %     | Resultado |
| ---------------------- | ------------------------------ | ------- | ----- | ----- | --------- |
| Ramon Vilches Alvarez  | Concertación por la Democracia | PDC     | 3.070 | 67.82 | Electo    |
| Nelda Gallegos Pereira | Independiente                  | IND     | 1.457 | 32.18 |           |

#### Concejales electos
| Candidato               | Pacto                          | Partido | Votos | %     |
| ----------------------- | ------------------------------ | ------- | ----- | ----- |
| Jaime Badilla Escobar   | Alianza                        | RN      | 253   | 5.71  |
| Eva Calderon Mendez     | Concertación por la Democracia | PDC     | 377   | 8.51  |
| Jose Cavallieri Badilla | Alianza                        | RN      | 284   | 6.41  |
| Robinson Lopez Soto     | Concertación por la Democracia | PDC     | 390   | 8.8   |
| Patricio Novoa Ramirez  | Concertación por la Democracia | PS      | 484   | 10.92 |
| Aquiles Pereira Muñoz   | Concertación por la Democracia | PRSD    | 487   | 10.99 |

#### Elecciones municipales de 2008
| Candidato                    | Pacto                    | Partido | Votos | %     | Resultado |
| ---------------------------- | ------------------------ | ------- | ----- | ----- | --------- |
| Ramon Vilches Alvarez        | Concertación Democrática | PDC     | 2.521 | 56.11 | Reelecto  |
| Gabriela Aylin Curihual Maco | Independiente            | IND     | 214   | 2.54  |           |
| Gastón Mella Arzola          | Alianza                  | UDI     | 1.858 | 41.35 |           |

##### Concejales electos
| Candidato                 | Pacto                    | Partido | Votos | %     |
| ------------------------- | ------------------------ | ------- | ----- | ----- |
| Jaime Badilla Escobar     | Alianza                  | RN      | 589   | 12.73 |
| Eva Calderón Méndez       | Concertación Democrática | PDC     | 659   | 14.24 |
| Nelda Gallegos Pereira    | Independiente            | IND     | 417   | 9.01  |
| Víctor González Rodríguez | Alianza                  | UDI     | 583   | 12.6  |
| Pedro Carrillo Flores     | Independiente            | IND     | 380   | 8.21  |
| Jose Ortega Espinoza      | Concertación Democrática | PDC     | 409   | 8.84  |

#### Elecciones municipales de 2012
| Candidato               | Pacto                    | Partido | Votos | %     | Resultado |
| ----------------------- | ------------------------ | ------- | ----- | ----- | --------- |
| Ramon Vilches Alvarez   | Concertación Democrática | PDC     | 2.315 | 48.41 |           |
| Gastón Mella Arzola     | Coalición                | UDI     | 2.395 | 50.08 | Electo    |
| Ismael Pinoleo Paillali | El Cambio por Ti         | PRO     | 72    | 1.51  |           |

#### Concejales electos
| Candidato                 | Pacto                    | Partido | Votos | %     |
| ------------------------- | ------------------------ | ------- | ----- | ----- |
| Aquiles Pereira Muñoz     | Por un Chile justo       | PRSD    | 352   | 7.53  |
| Enzo Silva Inostroza      | Independiente            | IND     | 399   | 8.53  |
| Eva Calderon Mendez       | Concertación Democrática | PDC     | 457   | 9.77  |
| Jaime Badilla Escobar     | Coalición                | RN      | 471   | 10.07 |
| Pedro Carrillo Flores     | Coalición                | UDI     | 286   | 6.12  |
| Víctor González Rodríguez | Coalición                | UDI     | 529   | 11.31 |

#### Elecciones municipales de 2016
| Candidato                 | Pacto         | Partido | Votos | %     | Resultado |
| ------------------------- | ------------- | ------- | ----- | ----- | --------- |
| Gastón Mella Arzola       |               | UDI     | 1.931 | 41.62 | Reelecto  |
| Ramon Vilches Alvarez     |               | PDC     | 1.785 | 38.47 |           |
| Víctor González Rodríguez | Independiente | IND     | 924   | 19.91 |           |

#### Concejales electos
| Candidato                | Pacto                    | Partido | Votos | %     |
| ------------------------ | ------------------------ | ------- | ----- | ----- |
| Benjamín Garcés Guzmán   | Nueva Mayoría para Chile | PDC     | 343   | 7.57  |
| Eduardo Garcia Godoy     | Chile Vamos              | UDI     | 445   | 9.81  |
| Jaime Badilla Escobar    | Chile Vamos              | RN      | 479   | 10.56 |
| Lucinda Henríquez Guzmán | Chile Vamos              | UDI     | 325   | 7.17  |
| Mirko Valdebenito Durán  | Nueva Mayoría para Chile | PPD     | 313   | 4.7   |
| Patricio Novoa Ramirez   | Nueva Mayoría para Chile | PSCH    | 321   | 7.08  |

##### Alcalde
| Alcalde actual            | Gastón Mella Arzola (UDI) | Gastón Mella Arzola (UDI) | Gastón Mella Arzola (UDI) | Gastón Mella Arzola (UDI) | Gastón Mella Arzola (UDI) |
| Candidato                 | Pacto                     | Partido                   | Votos                     | %                         | Resultado                 |
| ------------------------- | ------------------------- | ------------------------- | ------------------------- | ------------------------- | ------------------------- |
| Valeska Sanhueza Cid      | Unidad por la Dignidad    | Ind.                      | 629                       | 15,29                     |                           |
| Gastón Mella Arzola       | Chile Vamos               | UDI                       | 1.777                     | 43,18                     | Reelecto                  |
| Pablo Rodríguez Castillo  | Independiente             | Ind.                      | 85                        | 2,07                      |                           |
| Víctor González Rodríguez | Independiente             | Ind.                      | 1.624                     | 39,47                     |                           |

#### Concejales electos
| Candidato                    | Pacto                  | Partido     | Votos | %     |
| ---------------------------- | ---------------------- | ----------- | ----- | ----- |
| Lucinda Henríquez Guzmán     | Chile Vamos            | RN          | 247   | 6,32  |
| Benjamín Garcés Guzmán       | Unidos por la Dignidad | PDC         | 573   | 14,65 |
| Mirko Valdebenito Durán      | Unidos por la Dignidad | PPD         | 142   | 3,63  |
| Constanza Castillo Henríquez | Chile Vamos            | Ind. / EVOP | 384   | 9,82  |
| José Cavallieri Badilla      | Chile Vamos            | UDI         | 239   | 6,11  |
| Gerardo Smitmans Maturana    | Chile Vamos            | UDI         | 231   | 5,91  |

     Concejal que obtiene la primera mayoría de votos en las elecciones municipales, realizadas el 15 y 16 de mayo de 2021.

## Economía
En 2018, la cantidad de empresas registradas ante el Servicio de Impuestos Internos en Los Sauces fue de 72. El Índice de Complejidad Económica (ECI) en el mismo año fue de -0,66, mientras que las actividades económicas con mayor índice de Ventaja Comparativa Revelada (RCA) fueron Servicios de Corta de Madera (170,52), Corretaje y Ferias de Ganado (86,35) y Servicios de Forestación (31,56).

## Servicios públicos

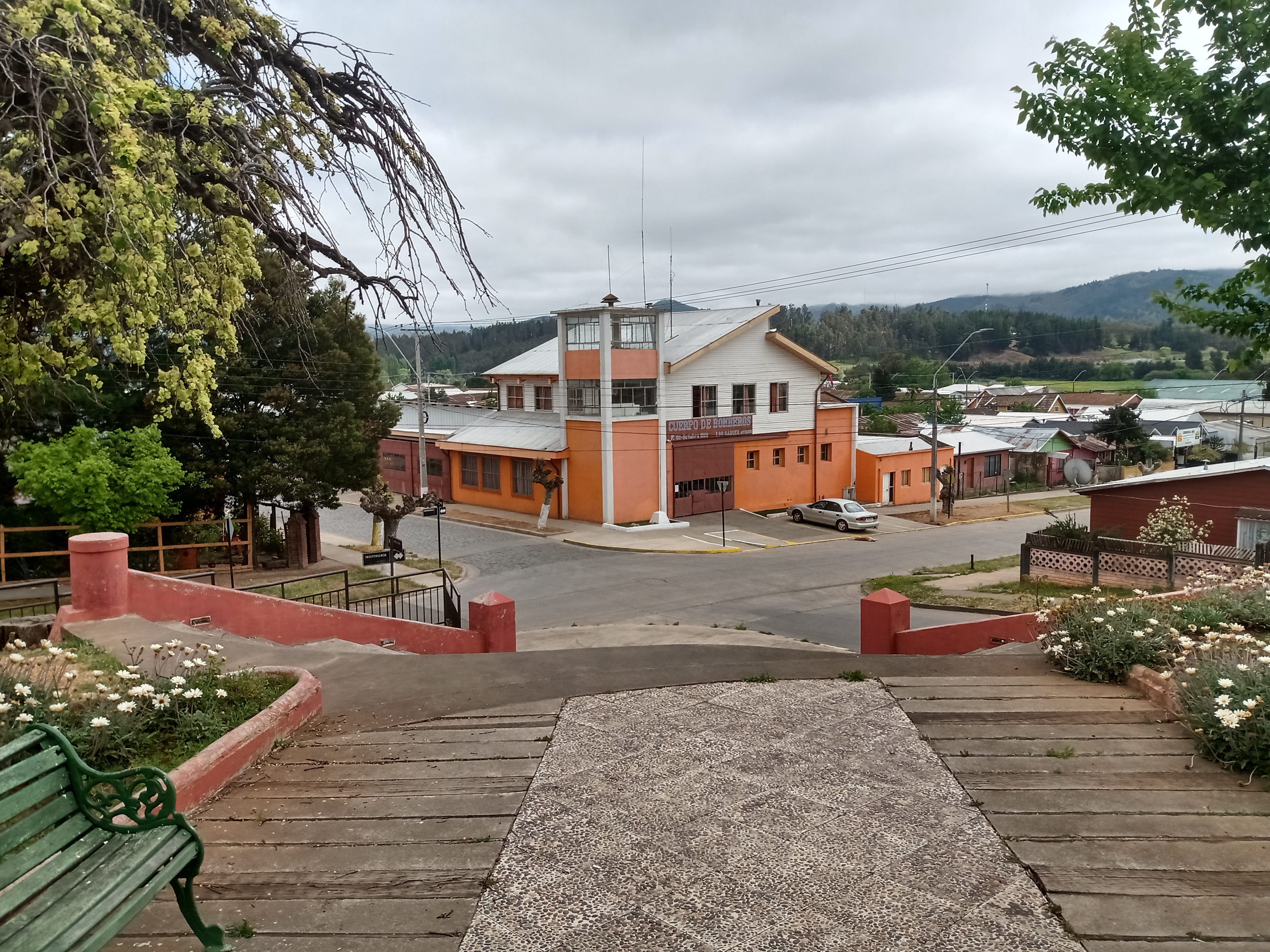
1.ª Compañía del Cuerpo de Bomberos de Los Sauces desde la Plaza de Armas (2021)

En relación con la salud pública, la comuna cuenta con un Centro de Salud Familiar(CESFAM) Rural Tren Tren Los Sauces, que brinda atención primaria de salud, con un consultorio y una sala de urgencias. Los pacientes de mayor complejidad son derivados al Hospital Dr. Mauricio Heyermann Torres de Angol, ubicado a unos 32 km de distancia. 
En orden público y seguridad ciudadana, la Subcomisaría Los Sauces de Carabineros de Chile se encuentra subordinada a la 21.ª Prefectura Malleco.

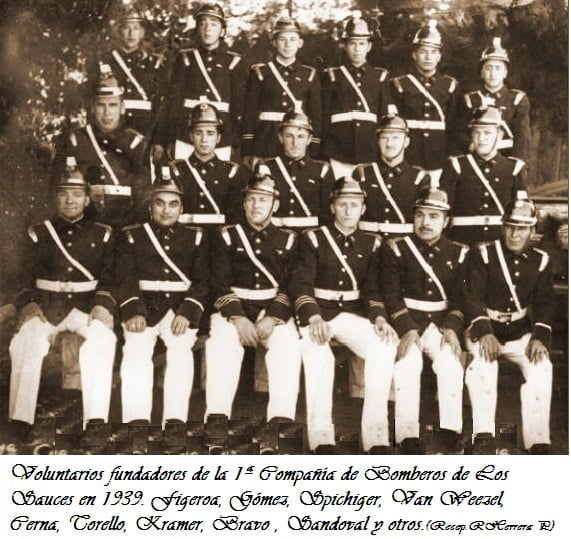
1º Compañía de Bomberos de Los Sauces 1939

El Cuerpo de Bomberos de Los Sauces fue fundado oficialmente en octubre de 1939, aunque su origen se remonta a 1938, tras un incendio que motivó a Enrique Torello y Efraín Gómez a organizar su creación. La reunión fundacional se realizó frente a la actual Panadería Chilenita.
En el área de servicios civiles, la Oficina del Registro Civil fue establecida en 1894, brindando a la comunidad servicios relacionados con identificación, certificados y otros trámites legales.
La Biblioteca Central de Los Sauces N° 303 es la biblioteca pública principal de la comuna.
El 30 de noviembre de 2023 se inauguró la primera sucursal bancaria en la comuna de Los Sauces, marcando un hito importante para el desarrollo local. La apertura de esta oficina de BancoEstado representa un avance significativo en el acceso a servicios financieros para la comunidad.

## Transporte
Las dos principales rutas de acceso a la comuna son la R-60-P desde el oeste y la R-86 de sur a norte, donde ambas carreteras se unen en la entrada sur del área urbana comunal. Con respecto al transporte público interurbano, la comuna posee un terminal de buses con servicios directos diarios hacia Angol, Purén, Los Ángeles, Temuco, Lebu, Santiago e intermedios.
En lo que respecta al transporte aéreo, el Aeródromo Guadaba se encuentra dentro del área comunal y sirve para el tránsito de aeronaves de pequeñas dimensiones.

## Festividades
Fiesta de la Mosqueta: Se celebra este fruto tradicional con una amplia oferta de productos derivados, como mermeladas, tortas y cervezas artesanales.
Fiesta del Camarón Saucino: Incluye competencias en torno al camarón, una muestra gastronómica con platos como estofados y empanadas, además de exposición de artesanías, destacando la platería mapuche.
Fiesta de la Miel: En su primera versión, reunió a apicultores de la región de La Araucanía para difundir y comercializar sus productos apícolas.

## Lugares de interés

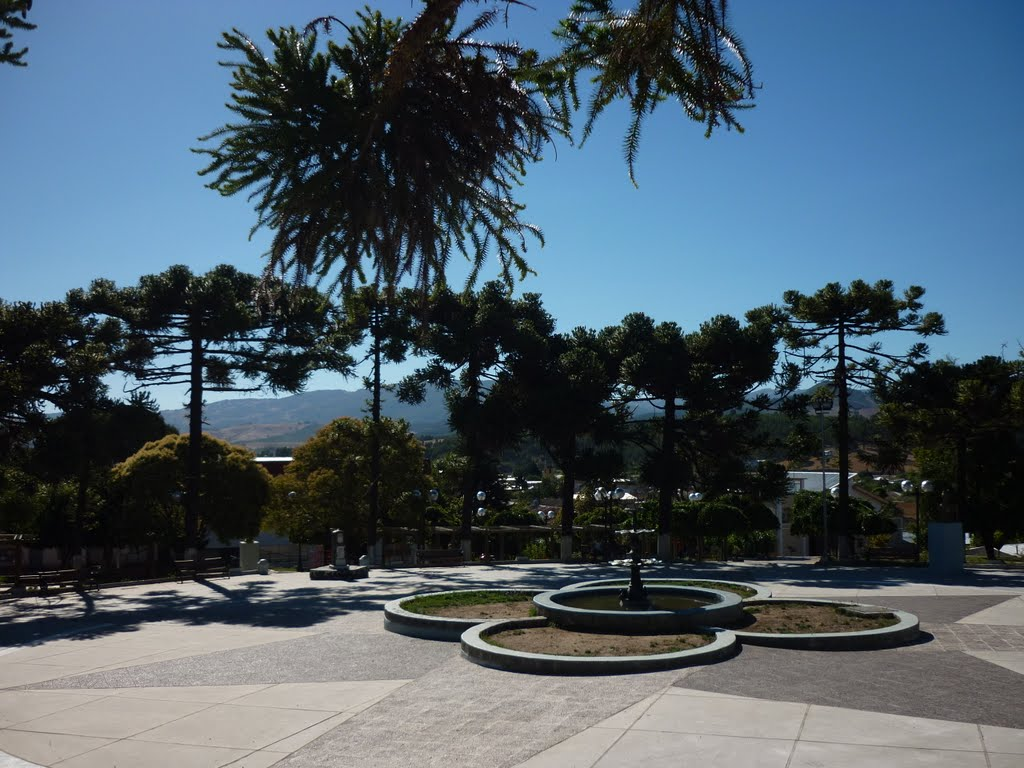
Plaza de Armas Los Sauces

La Plaza de Armas es el principal atractivo turístico de Los Sauces, reconocida por sus imponentes araucarias plantadas alrededor del año 1900. Este espacio central ofrece juegos, monumentos, un escenario para actividades, dos pérgolas y una gran pileta en su corazón, convirtiéndolo en un lugar ideal para el encuentro y la recreación.
Tranque Santa Rosa pequeña laguna ubicada cerca del poblado de Los Sauces, en la Región de la Araucanía. Posee una Zona de Picnic de Aida Pichún, es un lugar disponible para disfrutar en familia, especial para desconectarse, no hay electricidad. Incluye mesas. La ruta es fácil, por camino amplio y se puede realizar en bicicleta de manera deportiva.
El Parque Berta Mella es un espacio comunitario que integra cultura, recreación y deporte. Cuenta con una explanada y anfiteatro, juegos, skatepark y un puente de contemplación. También incluye canchas de futbolito, tenis, rayuela, una multicancha y baños, ofreciendo un lugar completo para el encuentro y disfrute familiar.

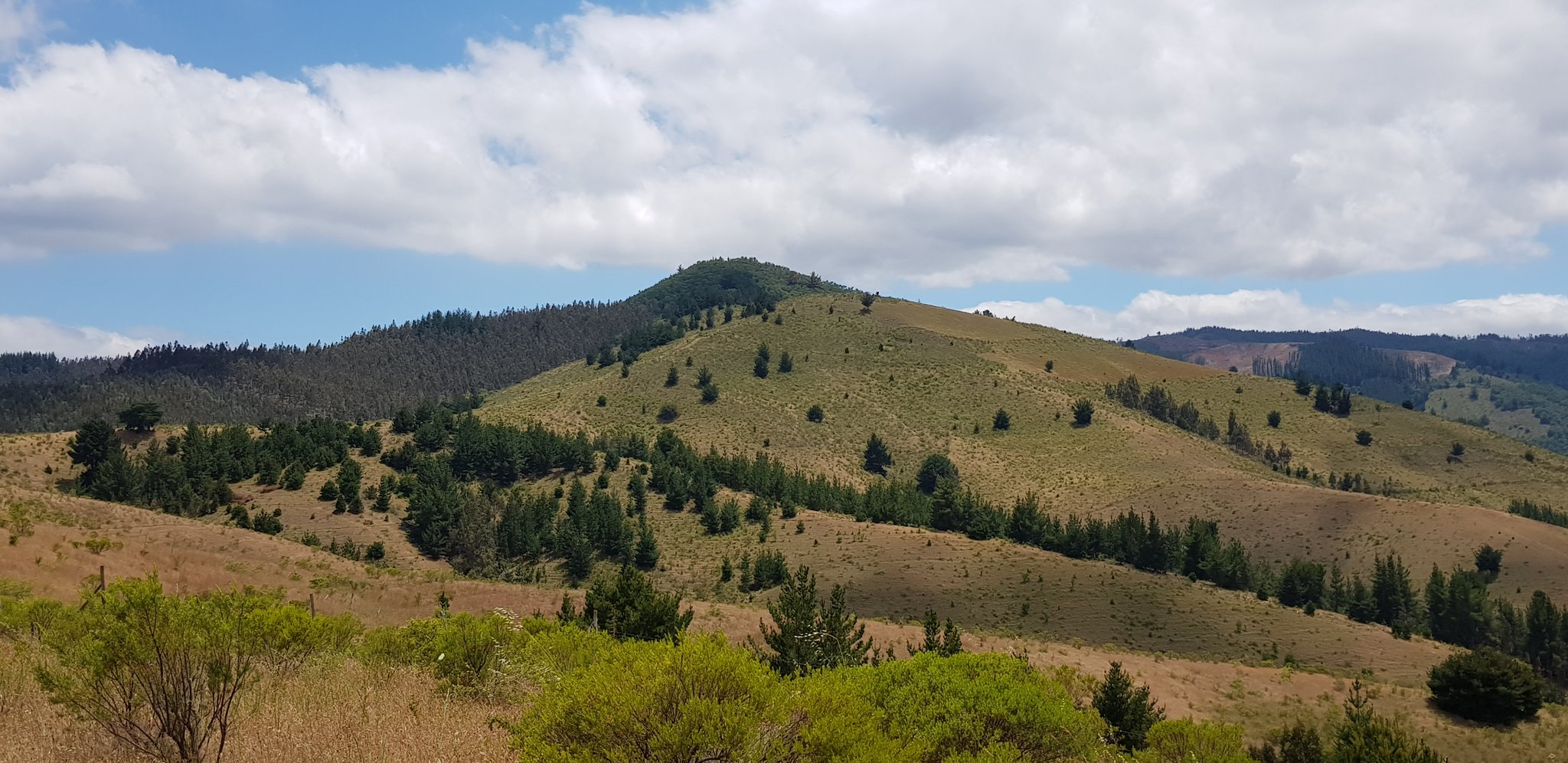
Cerro Tren Tren Los Sauces

El Cerro Tren-Tren o Txeng-Txeng, un cerro sagrado rodeado de valles y bosques nativos, ofrece una experiencia única para conectar con la naturaleza y la cultura mapuche. Es ideal para realizar caminatas, cabalgatas y actividades escolares que fomentan la actividad física y el respeto por la cultura local.

## Medios de comunicación

### Periódicos

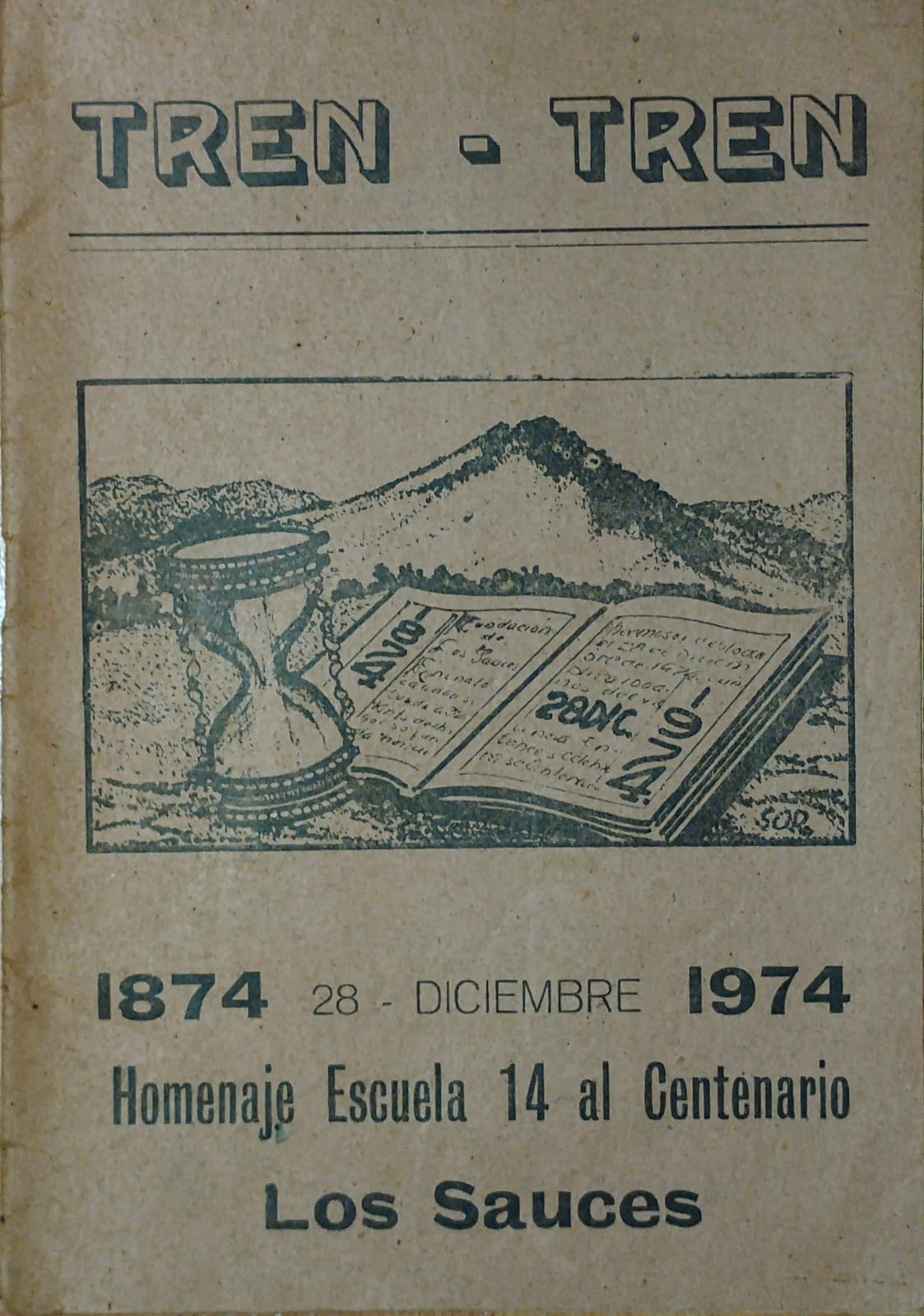
Periódico local Los Sauces

Diario Tren-Tren: Fue uno de los primeros medios escritos en la comuna de Los Sauces. Bajo la dirección de Carlos Rodríguez Carrasco, este periódico destacó por su enfoque en la historia local, la cultura y el rescate patrimonial. Aunque hoy no se encuentra en circulación, dejó una huella importante en la memoria periodística de la zona.
Visión Comunal de Nahuelbuta:fundado en 2001 por Miguel Moreno Góngora, es el único periódico local de Los Sauces y circula de forma ininterrumpida desde su creación. Cuenta con depósito legal en la DIBAM. Medio independiente y pluralista, al servicio de la información y la reflexión.

### Radioemisoras
95.5 / 102.1 MHz – Radio Cordialísima: primera emisora de la comuna de Los Sauces, fundada en 1993. Con más de tres décadas de trayectoria, es reconocida por su profesionalismo, compromiso y cercanía con la comunidad.
104.3 MHz – Radio Sabor: emisora local con programación musical y comunitaria. Destaca por su participación activa en la vida comunal y su conexión con los habitantes de Los Sauces.

## Personas destacadas
- Juan Smitmans López (1912-1996): abogado, político, embajador y agricultor.
- Hermann Kramer Miquel, Gran deportista y jugador del Huracán de Los Sauces, además de ser padre de Stefan Kramer, humorista e imitador destacado en el país.
- Constantino Mohor (1934–2018): Futbolista profesional nacido en Los Sauces. Jugó en clubes chilenos y españoles, fue seleccionado nacional y más tarde se desempeñó como director técnico.
- Miguel Ángel Salazar Erices (1952–1995), “Miguelito”: Lustrabotas muy conocido que trabajó en Angol durante la década de los 70.
- Domingo Pereira Toledo ex alcalde elegido en tres periodos consecutivos, reconocido y destacado agricultor
- Aquiles Pereira Muñoz fue nombrado Ciudadano Ilustre en reconocimiento a su trayectoria como exconcejal y su contribución al servicio público local.
- Jared San Martin Lopez, ex alcalde, recibió el título de Hijo Ilustre por su labor en la administración municipal y su impacto en el desarrollo de la comuna.
- Nelda Gallegos fue reconocida como Hija Ilustre por haber sido la primera mujer en ocupar el cargo de alcaldesa, marcando un hito en la historia local.
- Juan Claudio de La Cruz (1947 - 2023) recibió un reconocimiento póstumo por su destacado aporte al progreso de la comuna y Superintendente del Cuerpo de Bomberos de Los Sauces.
- Otto Linke Krause (1869–1962) fue un comerciante de origen alemán radicado en Los Sauces, Chile. Es recordado por su apoyo al Cuerpo de Bomberos de Los Sauces, al cual donó terreno y financió su primer carro bomba, y por la construcción del Chalet de San Ramón en 1930.[24]